# Astrología meteorológica

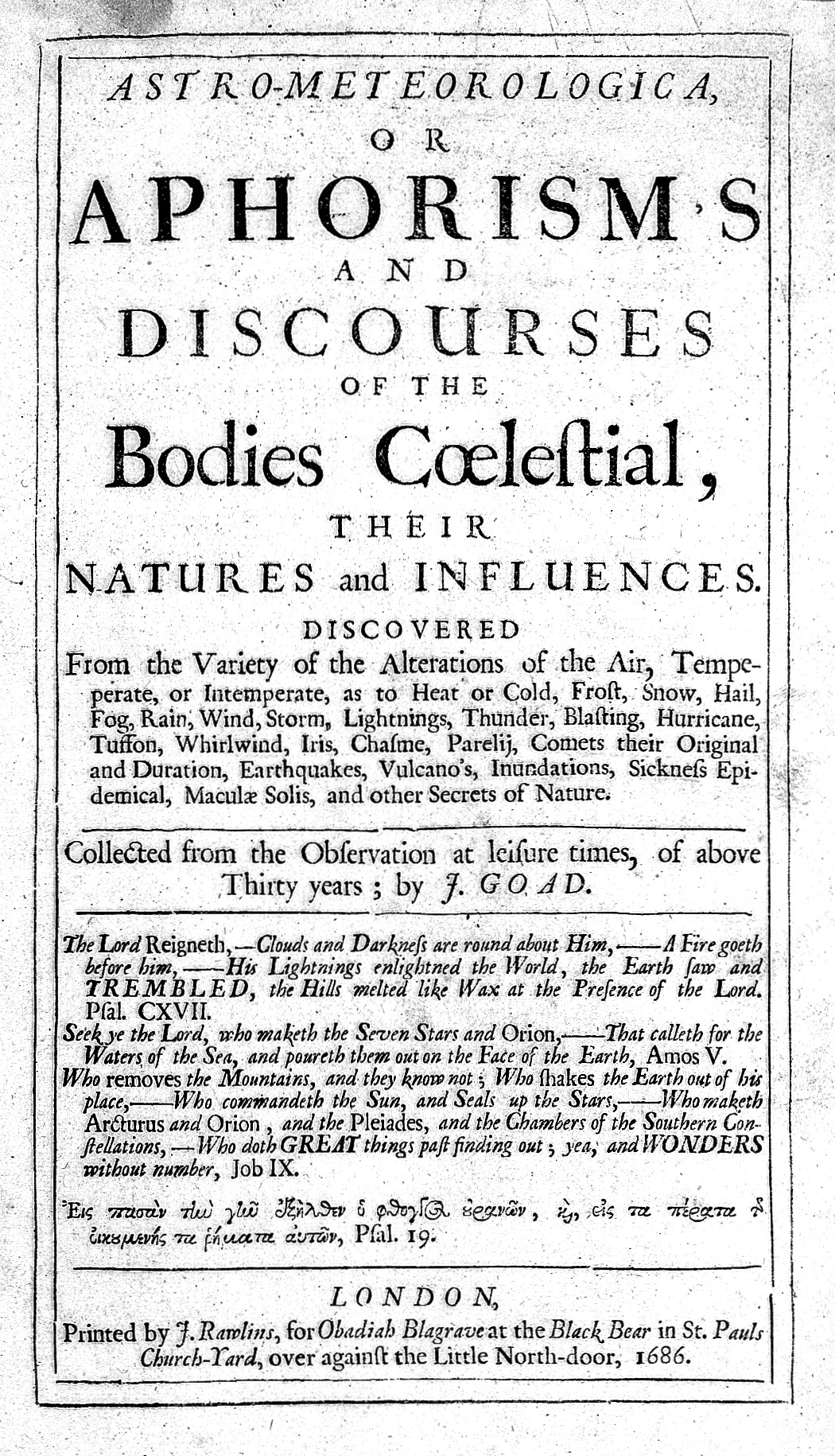
Discurso sobre astrometerología (1686).

La astrología meteorológica o astrometeorología (del griego ἄστρον ástron 'constelación, estrella'; μετέωρος metéōros 'alto en el cielo'; y -λογία, -logía) es la práctica de utilizar las posiciones astrológicas o astronómicas del Sol, la Luna y los planetas para intentar predecir el tiempo atmosférico.
La astrometeorología tiene cientos de años de antigüedad y se basa en las posiciones astronómicas que en teoría afectan directamente al tiempo atmosférico terrestre. Los astrólogos clásicos de la Antigüedad inauguraron los pronósticos climáticos, conocidos como meteorología, a base de registrar las posiciones de las estrellas, los planetas, el Sol y la Luna. De acuerdo con sus textos, cuando los planetas ocupan las constelaciones vistas desde la Tierra (aquellas que son armoniosas entre sí o aquellas que son favorables), la Tierra, en general, experimenta condiciones atmosféricas positivas. Pero cuando los planetas mantienen aspectos matemáticos discordantes a lo largo de las regiones terrestres, la atmósfera responde y el tiempo es inclemente.
Durante siglos, la predicción del clima, especialmente a medio y largo plazo, funcionó porque era la única manera de conocer el mejor momento para plantar las cosechas, para la navegación y de predecir el clima con meses de antelación para prepararse para los inviernos duros. Los fenómenos meteorológicos relacionados con configuraciones planetarias fueron registrados por los antiguos babilonios en el siglo II a. C.
Algunos astrólogos clásicos de renombre, como Claudio Ptolomeo, elaboraron tratados sobre predicción del clima por medios astrológicos, pero no fue hasta 1686 cuando un gran volumen, escrito en inglés, fue dedicado exclusivamente a la astrometeorología (Dr. J. Goad, Astro-Meteorologica, publicado en Londres). La obra de Goad consistía en principios y normas para predecir el clima mediante los astros. Johannes Kepler registró observaciones meteorológicas para apoyar su teoría de que las conjunciones de Saturno con el Sol provocaban temperaturas bajas.